# Lactococcus lactis
Lactococcus lactis (tidigare Streptococcus lactis) är en bakterie som används inom livsmedelsproduktion, till exempel cheddarost och långfil (ssp. cremoris). Den är klassificerad som GRAS, generally regarded as safe, inom EU.